# Theopompa burmeisteri
Theopompa burmeisteri es una especie de mantis de la familia Liturgusidae.

## Distribución geográfica
Se encuentra en Java y Sulawesi (Indonesia).